# Mechanisch bedienbaar landhek
Een mechanisch bedienbaar landhek (mebela) is in Nederland een type overweg dat wordt gebruikt bij particuliere spoorwegovergangen. De overweg bestaat uit twee slagbomen die met één handeling geopend en gesloten kunnen worden. De slagbomen sluiten na enige tijd vanzelf weer.
De mebela bevat geen aankondiging van naderende treinen, passanten dienen dus zelf op het treinverkeer te letten.
De eerste mebela werd op 19 maart 2010 nabij Lunteren geopend.